# Underwood Dudley
Underwood Dudley (nacido el 6 de enero de 1937) es un matemático estadounidense que trabajó en la Universidad DePauw, autor de varios trabajos de investigación y libros de texto. Es conocido por sus libros de divulgación sobre maniacos matemáticos, personas que piensan que han hallado la cuadratura del círculo o han conseguido otros logros imposibles.

## Semblanza
Dudley es nativo de Nueva York. Obtuvo el título de grado y su maestría en la Universidad Carnegie Mellon, así como un doctorado por la Universidad de Míchigan. Su carrera académica consistió en dos años en Universidad Estatal de Ohio seguidos de treinta y siete en la Universidad DePauw, de la que se retiró en 2004.

## Obras destacadas
- Entre sus libros más populares, en los que se debate entre el aprecio y la exasperación, figuran "The Trisectors" (Los Trisectores) (MAA 1996, ISBN 0-88385-514-3), "Mathematical Cranks" (Maniacos Matemáticos) (MAA 1992, ISBN 0-88385-507-0) y 'Numerology: Or, What Pythagoras Wrought' (Numerología: O, lo que Pitágoras hizo) (MAA 1997, ISBN 0-88385-524-0). Estas obras le hicieron ganar el premio de escritura expositiva de la Sociedad Matemática Americana (MAA) en 1996.
- También ha escrito y editado trabajos matemáticos sencillos, como "Readings for Calculus" (Lecturas para el Cálculo) (MAA 1993, ISBN 0-88385-087-7) y "Elementary Number Theory" (Teoría de Números Elemental) (W.H. Freeman 1978, ISBN 0-7167-0076-X).
- También editó el College Mathematics Journal y el Pi Mu Epsilon Journal.

## Demanda
En 1995, Dudley fue una de las personas a las que demandó William Dilworth por difamación, alegando que el libro "Mathematical Cranks" incluía un análisis de "Una corrección en la teoría de conjuntos" de Dilworth, un intento de refutación del método diagonal de Cantor. La demanda fue desestimada en 1996 por improcedente.
El rechazo de la demanda se confirmó en una apelación, y quedó plasmada en una resolución escrita por Richard Posner, en la que se decía:

"Un maniaco es una persona inexplicablemente obsesionada por una idea obviamente errónea: una persona con una abeja en el sombrero. Llamar a una persona un maniaco es decir que debido a algún capricho de temperamento está perdiendo el tiempo persiguiendo un línea de pensamiento que carece claramente de mérito o viabilidad ... Llamar a una persona loco es básicamente una forma colorida e insultante de expresar desacuerdo con su idea maestra y, por lo tanto, pertenece al lenguaje de la controversia más que al lenguaje de la difamación".

## Reconocimientos
- Fue Lector Pólya para la Sociedad Matemática Americana durante dos años.

## Eponimia
- El triángulo de Dudley lleva su nombre.